# 31 Dywizja Lotnictwa Bombowego
31 Dywizja Lotnictwa Bombowego – radziecka i rosyjska dywizja Lotnictwa Dalekiego Zasięgu.
Wchodziła w skład (1991)  30 Armii Lotniczej Dalekiego Zasięgu z Irkucka. W grudniu 1991 zreorganizowano Lotnictwo Dalekiego Zasięgu, rozwiązano armie lotnicze, a dywizja weszła w bezpośrednie podporządkowanie dowódcy lotnictwa.

## Struktura organizacyjna
| W latach 1990–1991            | W latach 1990–1991 | W latach 1990–1991 |
| Oddział                       | Uzbrojenie         | Garnizon           |
| ----------------------------- | ------------------ | ------------------ |
| dowództwo dywizji             |                    | Biełaja            |
| 1225 pułk lotnictwa bombowego | TU-22M             | Biełaja            |
| 1229 pułk lotnictwa bombowego | TU-22M             | Biełaja            |